# Петров, Константин Павлович
Константи́н Па́влович Петро́в (23 августа 1945, Ногинск, Московская область — 21 июля 2009, Москва) — советский и российский военный, общественный и политический деятель, генерал-майор. Председатель Президиума Центрального совета всероссийской политической партии «Курсом правды и единения».
Кандидат технических наук. Член общественной организации «Международная академия информатизации».

## Биография
Родился в семье рабочих: отец — Петров Павел Павлович (1904—1950), работал сталеваром; мать — Петрова (Волкова) Олимпиада Афиногеновна (1907—2000), из семьи староверов, работала ткачихой.
В 1967 году окончил Серпуховское высшее командно-инженерное училище ракетных войск. В 1976 году окончил командный факультет Академии ракетных войск им Ф. Э. Дзержинского. Службу проходил в военно-космических силах СССР и РФ. Занимал должности начальника штаба 4 центра, начальника 4 центра космодрома «Байконур», заместителя начальника Центра управления полётами, заместителя начальника Военно-космической академии им. А. Ф. Можайского. Участвовал в разработке и испытаниях космической системы «Энергия—Буран».
Скончался 21 июля 2009 года. Смерть Петрова вызвала в среде его сторонников ряд конспирологических версий о его убийстве, организованном ЦРУ.

## Семья
Был женат на Петровой (Чибисовой) Анне Павловне. Отец троих детей (сын и две дочери-близнецы).

## Политическая и общественная деятельность
Член КПСС до 1991 года.
С 1991 года занимался активной политической деятельностью и распространением своих взглядов на теорию «Концепции общественной безопасности» (КОБ). В ноябре 1995 года указом Президента России Б. Н. Ельцина и приказом министра обороны П. С. Грачёва был досрочно уволен из Вооружённых Сил «за постороннюю научную деятельность».
В 2004 году записал на видео курс из 20 лекций по т. н. «концепции общественной безопасности „Мёртвая вода“ (КОБ)»
С 1994 года пропагандировал «концепцию общественной безопасности „Мёртвая вода“ (КОБ)». В ноябре 1995 года выступил с докладом по КОБ на парламентских слушаниях в Государственной думе РФ.
В 1997 году на съезде сторонников КОБ, на котором было создано общероссийское «Народное движение к богодержанию» (НДКБ), был избран председателем его Центрального Совета.
В 1999 году избран председателем Народного движения «К Богодержавию».
С июля 2000 года председатель Центрального Совета Концептуальной партии «Единение».
В апреле 2002 года вновь был избран председателем ЦС КПЕ.
В 2003 году в составе концептуальной партии «Единение» участвовал в выборах в Государственную думу. По результатам партия получила 710 538 голосов и заняла 11 место, не преодолев проходной барьер в 5 %.
10 июля 2009 года состоялся учредительный съезд всероссийской политической партии «Курсом правды и единения», где Петров был избран председателем Центрального Совета. Прообразом новой партии стала ликвидированная решением Верховного суда РФ от 15 мая 2007 года Концептуальная партия «Единение».
Книга Петрова «Тайны управления человечеством, или Тайны глобализации» в двух томах внесена в Федеральный список экстремистских материалов под номером 1463. Решение подтверждено по апелляции в 2015 году.

## Взгляды, высказывания
Выступал с критикой некоторых неоязыческих организаций и лидеров, их ритуалов и источников.
По утверждению членов общины родноверов, Петров стал приверженцем идей неоязычества и прошёл обряд раскрещивания и имянаречения (волхв Мерагор) в 2005 году на капище Дажбо в ст. Шапсугской.
Незадолго до своей смерти выступил на празднике Перуна в качестве язычника — волхва Мерагора.

## Почётные звания
- Заслуженный связист Российской Федерации[12].
- Заслуженный испытатель космодрома Байконур.